# Denar
Denar (łac. dēnārǐŭs, l.mn. denarii, stgr. δηνάριον) – dawna moneta srebrna, pierwszy raz wybita w Rzymie około 215–211 roku p.n.e. Nazwa pochodzi z łac. deni („po dziesięć”), gdyż wówczas miała wartość dziesięciu brązowych asów.

## W okresierepubliki

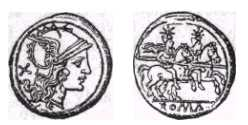
Typowy denar z czasów Republiki z awersowym przedstawieniem głowy bogini Romy i konnych Dioskurów na rewersie

Denar jako monetę obiegową zaczęto bić w okresie II wojny punickiej (218–201 p.n.e.). Pierwotnie jego normatywna waga wynosiła 4,55 g, tj. 1/72 rzymskiej libry, czyli funta. Pierwsze denary miały na awersie głowę bogini Romy i znak wartości X, tj. 10 asów, zaś na rewersie konne postacie Dioskurów (Kastora i Polluksa) oraz napis „ROMA”. Za bezpośredni poprzednik denara uważany jest kwadrygat z pokrewnymi wyobrażeniami symbolicznymi awersu i rewersu. Natomiast bigat był jedynie rodzajem republikańskiej monety denarowej z charakterystycznym przedstawieniem rewersowym.
Pod koniec II wieku p.n.e., w czasach Gajusza Grakcha (ok. 123 roku p.n.e.) zmieniono relacje denara, którego wartość wynosiła teraz 16 asów. W Rzymie republikańskim emitowano również techniczną odmianę tej monety, jaką był tzw. serratus, czyli denar nacinany na obrzeżu. Inną odmianą był denar suberatus, czyli jedynie pokrywany srebrem, a będący produktem fałszowania obiegowego pieniądza.

## W okresiecesarstwa

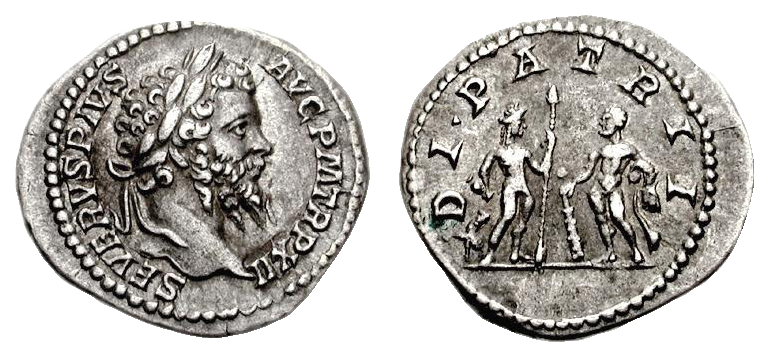
Denar Septymiusza Sewera z 204 n.e.

Za rządów Oktawiana Augusta (27 p.n.e.–14.n.e) denar ważył 3,89 g i odpowiadał 4 sestercjuszom, 8 dupondiusom (dwuasom), 16 asom i 64 kwadransom (ćwierćasom). Cesarz Neron (54–68 n.e.) w wyniku reformy z 64 r. obniżył jego wagę z 3,89 do 3,43 grama, czyli do 1/96 funta. Poważną dewaluację w latach 193–196 n.e. trzykrotnie przeprowadził cesarz Septymiusz Sewer, obniżając ilość srebra w monecie z 81% do 54%. Reformy te spowodowały, że denar odtąd stał się właściwie pieniądzem kredytowym; jedynie moneta złota miała charakter pełnowartościowy.
W III stuleciu pogłębiający się kryzys polityczny i ekonomiczny imperium odbił się mocno na systemie monetarnym, doprowadzając go do ruiny. W połowie III w. denar zawierał jedynie ok. 2–3% srebra, stając się właściwie monetą miedzianą. Emisji jego praktycznie zaniechali następcy cesarza Gordiana III (238–244). Na krótko przywrócono go za Aureliana (270–275), ale tylko jako drobną rozmienną monetę z brązu o wadze ok. 2,6 g, w której zawartość srebra wynosiła teoretycznie 2,5 proc.. Mimo to, jako pieniądz obrachunkowy (denarius communis) stosowany był aż do reform Dioklecjana w końcu III stulecia. Nieudaną próbą odnowienia wartościowego denara było wprowadzenie wówczas srebrnego argenteusa.
| Okres        | Jednostka odniesienia | Liczba denarów |
| ------------ | --------------------- | -------------- |
| ok. 100 n.e. | 1 funt złota          | 1000           |
| 301 n.e.     | 1 funt złota          | 50 000         |
| 311 n.e.     | 1 funt złota          | 120 000        |
| 324 n.e.     | 1 funt złota          | 300 000        |
| 337 n.e.     | 1 funt złota          | 20 000 000     |
| po 350 n.e.  | 1 funt złota          | 330 000 000    |

### Denar w kontekście biblijnym

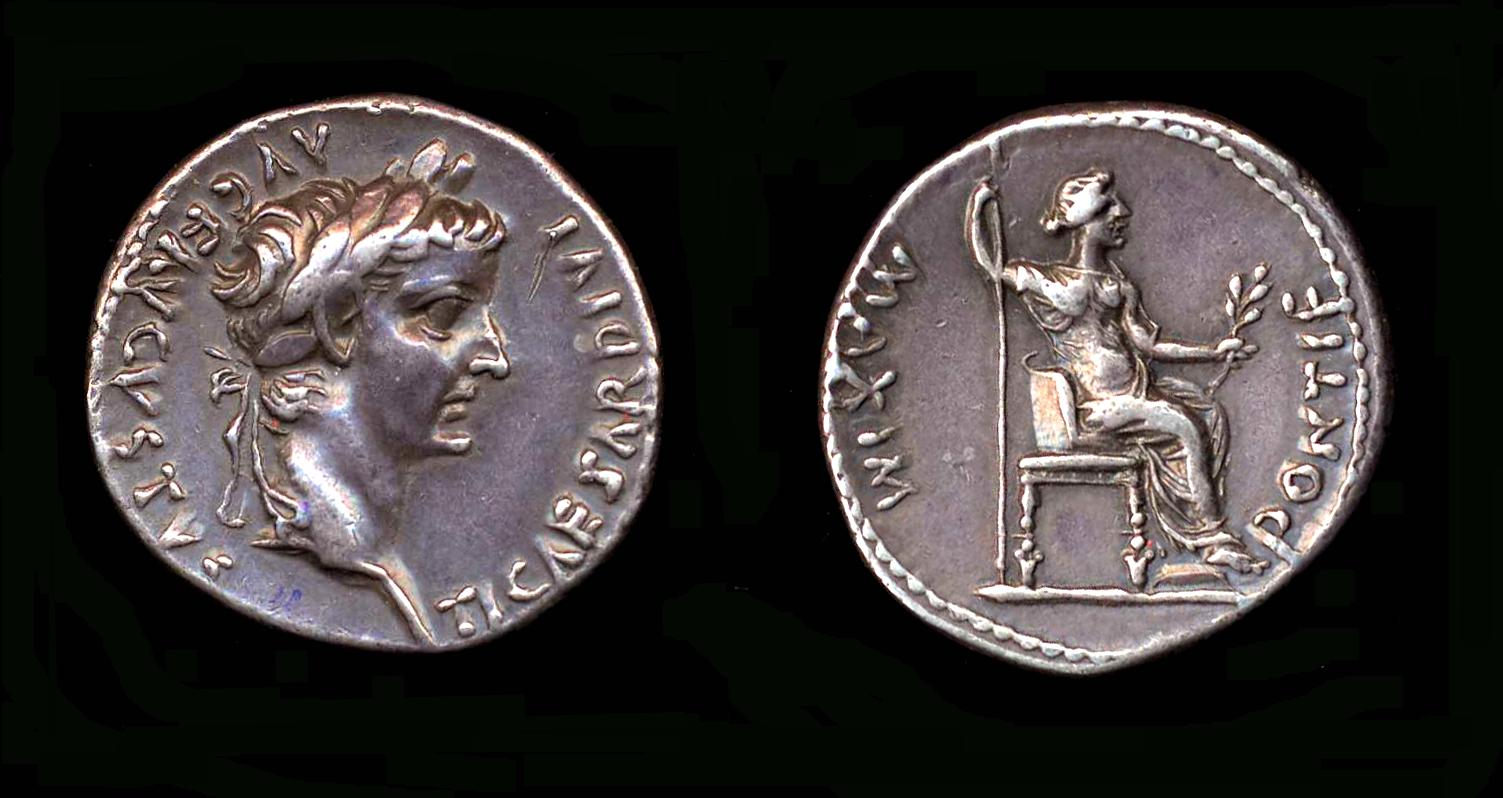
Ewangeliczny denar „z obrazem i napisem Cezara” (Tyberiusza) do opłacania podatku

W Nowym Testamencie rzymski denar wymieniany jest niejednokrotnie jako dobrze znany miernik wartości. W Ewangelii św. Mateusza stanowi on równowartość dziennej pracy robotnika (Mt 20,2.9–10.13); tyle wynosił w czasach Jezusa coroczny podatek na rzecz cesarza, w literaturze umownie zwany „groszem czynszowym” (Mt 22,19–21 ; Mk 12,15 ; Łk 20,24), zaś danina na rzecz świątyni – 2 denary (Mt 17,24–27). Opiekę nad rannym w gospodzie zapewniano za 2 denary (Łk 10,35), ale flakon (bądź funt) wonnego olejku z nardu wart był aż trzysta (Mk 14,5 ; J 12,5). W denarach wyliczany jest też dług (Łk 7,41) oraz ilość chleba potrzebna dla ludzkiej gromady (Mk 6,37 ; J 6,7).
Pod koniec I wieku n.e. św. Jan prorokował o czasach po wielkiej wojnie, kiedy za jednego denara można będzie nabyć kwartę pszenicy lub 3 kwarty jęczmienia (Ap 6,6). Za życia Jezusa miał on w Palestynie wartość około 1 drachmy, co odpowiadało ¼ szekla.

## W mennictwie i tradycji europejskiej

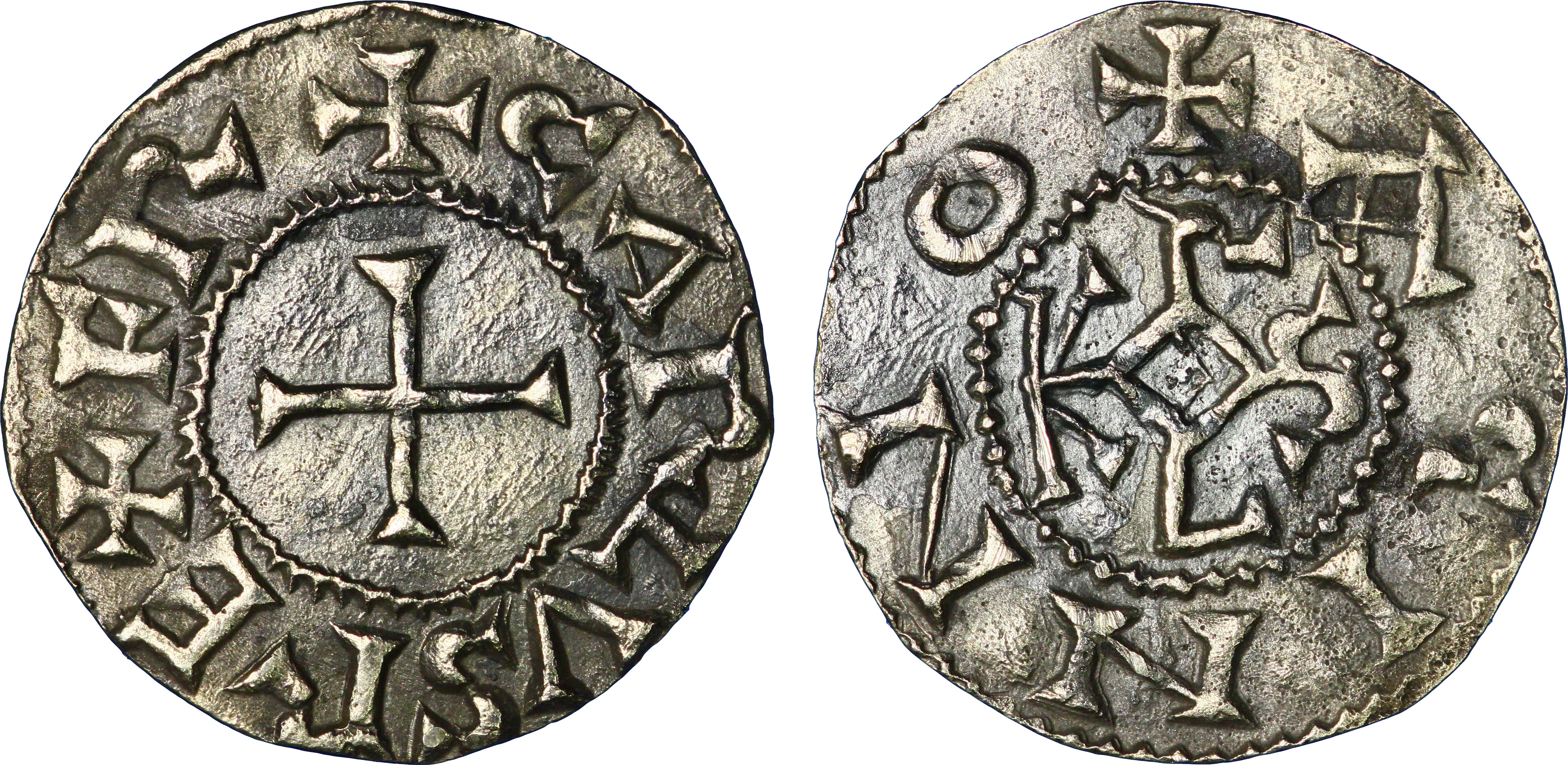
Denar Karola Wielkiego (1,36 g) z monogramem karolińskim na rewersie

W średniowieczu od X aż do ok. połowy XIII w. denarem nazywano niemal każdą monetą srebrną w wielu nowo powstałych chrześcijańskich państwach Europy, kierując się tradycją odziedziczoną po Rzymianach i nawiązując do prestiżu imperium rzymskiego. Do czasu zastąpienia go groszem denar był podstawową srebrną jednostką monetarną w całej Europie zachodniej i środkowej. Przy tak ogromnym rozprzestrzenieniu zyskał swoiste nazwy miejscowe: pens (penny) w Anglii, pfennig (fenig) w Niemczech, a we Francji denier (łac. novus denarius).
Jako pierwszy bił go frankoński Pepin Mały (751–768), ale szerzej wprowadził na zachodzie Europy pod koniec VIII wieku Karol Wielki. Jego funt (livra czyli libra) o wadze ok. 408 g, dzielił się na 20 solów (solidów), każdy po 12 denarów. W ten sposób zgodnie z karolińską stopą menniczą wybijano 240 denarów (wagi ok. 1,7 g i średnicy ok. 21 mm) z funta czystego srebra. Późniejsze srebrniki Karola (812–814 r.) nosiły na wzór rzymskich napis IMP[erator] AVG[ustus] i portret władcy w wieńcu laurowym. Waga ich potem obniżyła się do 1–1,5 g ; za Filipa I (początek XII w.) do monety dodawano trzecią część miedzi. Za rządów Ludwika Grubego (1108–1137) była to już tylko w połowie moneta srebrna. Bito ją jednak (jako niewielki miedziak) do czasu panowania Ludwika XVI, kiedy to emisji zaniechano ostatecznie. 
W Anglii, naśladując denar karoliński, dość wcześnie wprowadzono pens za rządów króla Offy (757–794). W XII–XIV w. pensy znane były też pod nazwą sterlingów (easterlingów) – stąd późniejsze określenie funt szterling. W wiekach średnich była to główna angielska moneta obiegowa i przetrwała ona (choć jako niski nominał) do czasów Jerzego I (1714–1727), ostatecznie zamieniona (1797) na miedziak. Do 1971 r. pens przez wieki oznaczano tradycyjnie symbolem „d” – od denarius. Na wzór angielskich bito penningi w krajach skandynawskich; zachowały się do końca 2001 roku jedynie w walucie fińskiej (pennia = pens). W angielskim systemie monetarnym karolińska stopa mennicza przetrwała dłużej niż gdziekolwiek na świecie, bo aż do początku lat 70. XX wieku.
Niemieckie fenigi (ok. 1,2 g) wypuszczano od X stulecia, też wedle stopy karolińskiej, jednakże waga i próba tej monety były niejednakowe w różnych częściach Niemiec. Ponadto z upływem czasu zawartość srebra w monecie wraz z jej wagą obniżała się (np. w końcu XV wieku – tylko ok. 0,3 g). W XVII wieku fenig bito już z miedzi. Nazwa przez stulecia przetrwała jednak w walucie niemieckiej nawet po wprowadzeniu srebrnej marki Rzeszy (1871), podzielnej na 100 fenigów, a także po wszystkich jej transformacjach w XX stuleciu – zarówno w okresie międzywojennym, jak i po II wojnie światowej.
W Hiszpanii ślad tej tradycyjnej nazwy zachował się dotąd w języku jako ogólna nazwa pieniędzy (dinero) ; podobnie w Portugalii (dinheiro) i we Włoszech (danaro albo denaro). W Europie XX wieku antyczna nazwa znalazła (jako dinar) odbicie w walucie Jugosławii (od 1920 r.) i w nowszych czasach (1993) – Macedonii.

### Poza Europą

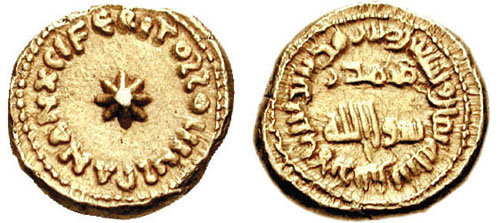
Dinar Umajjadów z pocz. VIII w.

Na arabskim Bliskim Wschodzie nazwę starożytnego denara przeniesiono na monetę złotą wagi 4,25 g, wartą początkowo 10 srebrnych dirhemów, a wprowadzoną za kalifa Abd el-Malika na wzór bizantyjskiego solida i zwaną dinarem. Miano to, mocno utrwalone w arabskiej tradycji, w czasach nowożytnych dało początek nazwom jednostek monetarnych wielu nowo powstałych muzułmańskich państw Bliskiego Wschodu i Maghrebu: Iraku (1932), Jordanii (1950), Tunezji (1958), Algierii (1964), Libii (1971), Jemenu, Bahrajnu, Kuwejtu, a także Iranu.

## Denar na ziemiach polskich
Na przełomie X/XI w. większość monet w obiegu miała przeciętną wagę ok. 1,3 g.
Według badań Stanisława Suchodolskiego, monety wiązane dotąd z osobą Mieszka I (960–992) pochodziły od jego wnuka Mieszka II (1025–1034) i są o około 30 lat późniejsze (ok. 1013-1025) niż dotąd uważano. Mieszko II, syn Bolesława Chrobrego (992–1025) bił monetę jeszcze za życia ojca – jako następca tronu. Emisje te historycy łączyli przedtem z osobą jego dziadka noszącego to samo imię – Mieszka I. 
Pierwszymi monetami polskimi były zatem nie denary Mieszka I, lecz jego następcy – Bolesława Chrobrego (ok. 995). Przy średnicy 16–21 mm ważyły około 1,5 grama (według badań Suchodolskiego: monety ciężkie - waga średnia rzędu ok. 1,5-1,7 g, monety lżejsze - ok. 1 g). Denary mieszkowe przy średnicy 19–20 mm ważyły średnio ok. 1,5 g (1,38–1,629 g). Przeciętna średnia waga monet obu władców: ciężkie – ok. 1,46–1,75 g, lekkie – 0,745–1,15 g. Początkowo denary odpowiadały 1/240 grzywny. 
Denary Bolesława Śmiałego (1058–1079) wahały się wagą od ok. 0,4 do 1,1 g (według stopy menniczej – 0,9 g) przy bardzo zmiennej próbie srebra, mając też średnicę zmniejszoną do 11–15 mm. Podstawą ich był nie funt karoliński, lecz grzywna krakowska (ok. 210 g). Za Władysława Hermana (1079–1102) pojawiły się monety lekko wklęsłe, o kształcie miseczkowatym. Natomiast wypuszczane samowolnie przez wojewodę Sieciecha są pierwszą polską obiegową monetą prywatną kursującą na równi z książęcą.
Mieszko Stary (1173–1202) wprowadził do obiegu nowe cienkie denary o większej średnicy, ale mniejszej wadze (0,35–0,85 g). Z czasem ich wagę oraz próbę obniżano tak, że na przełomie XIV/XV wieku ważyły zaledwie ok. 0,15–0,25 g. Służyło temu praktykowanie zapożyczonej z zachodu Europy praktyki tzw. renowacji monety (renovatio monetae), polegające na przymusowej okresowej wymianie całej krążącej masy monetarnej na nowy pieniądz. Przy stosowanym niekorzystnym kursie wymiennym (mniej otrzymanych monet z gorszego srebra za więcej zwróconych starych z lepszego kruszcu) oznaczało to ukrytą szybką dewaluację denara, który już wówczas nie był pełnowartościowy.

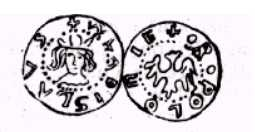
Denar z czasów Władysława Łokietka z napisami WLADISLAVS (awers) i R[ex] POLONIE (rewers)

W XIII w. większość denarów bitych przez polskich książąt miała postać cienkiej, łamliwej blaszki – brakteata (na Śląsku upowszechniła się forma brakteata guziczkowego. Na Śląsku dysponującym większymi zasobami srebra i lepszymi możliwościami rozwoju gospodarczego, ok. 1290 r. wprowadzono do obiegu kwartniki, tj. denary kwartnikowe (denarii quartenses) o wysokiej zawartości kruszcu (do 0,940) i zwiększonej wadze (1,8–2 g). „Reforma kwartnikowa była samodzielnym dziełem władców śląskich i miała charakter pionierski”. Niską wartość miały denary emitowane w państwie krzyżackim (zwane też fenigami), gdzie z grzywny chełmińskiej (200 g) wybijano ich 720 o wadze ok. 0,28 g. 
W okresie po reformie groszowej (przeprowadzonej na ziemiach polskich przez Wacława II Przemyślidę, 1300–1305) znaczenie denara – szczególnie w większych transakcjach – zmalało na rzecz grosza, tym niemniej wciąż wybijano go w dużych ilościach. Mimo że na przełomie XIV–XV wieku waga denara wynosiła już tylko 1/10 tego, co we wczesnym średniowieczu, nigdy nie zmieniono jego nazwy. Jedynie na Pomorzu Zachodnim oraz na Śląsku stosowano określenia Slavicales lub parvi na określenie monet odbiegających swą wartością od innych współczesnych denarów będących w obiegu. Na Śląsku od XIV w. denar zwano halerzem.
Za Kazimierza Wielkiego (1333–1370) dodatkowo pojawiły się półdenary, czyli obole. Jagiellonowie emitowali denarki jako najmniejszą swoją monetę. Wiele ich wybijali zwłaszcza Władysław Jagiełło i Kazimierz Jagiellończyk.
Denary wypuszczano jeszcze przez cały wiek XVI, już jako najdrobniejszą monetę wartości zaledwie 1/10 – 1/18 grosza. Z czasów Zygmunta III Wazy ostatnie emisje pochodzą z 1624–1626 roku (na Litwie emitowano do 1582 r.). Jednak była to już faktycznie moneta miedziana o wadze 0,33 g i na jeden grosz przypadało 18 denarów. Za rządów Jana II Kazimierza, w latach 1652–1653 wybito w niewielkich ilościach denar o wadze 0,53 grama. Natomiast w obrachunkach pojęcie denara (zwanego u nas w późniejszych czasach pieniążkiem) zachowało się aż do początków XIX stulecia.